# Fort Sumner, New Mexico
Fort Sumner är administrativ huvudort i De Baca County i New Mexico. Enligt 2020 års folkräkning hade Fort Sumner 889 invånare.